# Анна Янтар
А́нна Я́нтар (пол. Anna Jantar, справжнє ім'я Анна Марія Кукульська, пол. Anna Maria Kukulska, уроджена Шметерлінґ, пол. Szmeterling; 10 червня 1950, Познань — 14 березня 1980, Варшава) — польська естрадна співачка.

## Біографія
Анна Марія Шметерлінґ народилась у Познані в сім'ї Юзефа Шметерлінґа (1925—1997) і Галини Сурмацевич (1924—2016).
У 1965—1969 роках навчалась в VIII Загальноосвітньому ліцеї ім. Адама Міцкевича і музичній школі у Познані. У 1969 успішно здала екзамени для вступу до Державної вищої театральної школи у Варшаві, але за браком місць її не було зараховано.
У 1968-му розпочала кар'єру артистки як Анна Шметерлінг. Мала співпрацю з ансамблем «Polne Kwiaty» і з ним же на познанському радіо записала пісню «Po ten kwiat czerwony».
З 1969 Анна була вокалісткою ансамблю «Waganci», у якому виступав її майбутній чоловік, композитор Ярослав Кукульский. Ансамбль досяг успіху завдяки пісні «Co ja w tobie widziałam».
11 квітня 1971 року у познанському костелі св. Анни відбулось вінчання Анни і Ярослава. 3 березня 1976 у них народилась донька Наталія, що стала згодом відомою поп-співачкою.
У 1972 після здачі екзамену стала професійною естрадною співачкою й розпочала сольну кар'єру як Анна Янтар. Протягом 1970-х років Анна була однією з провідних польських співачок.
У 1973-му взяла участь у Національному фестивалі польської пісні в Ополе, де виконала свій перший хіт у сольній кар'єрі «Najtrudniejszy pierwszy krok». Під час своєї кар'єри Анна завоювала безліч премій і нагород. Вона також співпрацювала з багатьма польськими артистами (Станіслав Сойка, Богуслав Мец, Збігнев Голдіс, Анджей Тенард), виступала з гуртами «Budka Suflera» і «Perfect».
Анна Янтар загинула 14 березня 1980 року в авіакатастрофі літака Іл-62 «Миколай Коперник», що трапилась неподалік від варшавського аеропорту Окенцє.
25 березня співачку поховали на Вавжишевському цвинтарі у Варшаві.

## Нагороди і премії
- 1969 — премія за пісню «A lipiec gral» на Фестивалі студентської пісні у Кракові.
- 1969 — нагорода за інтерпретацію твору «Łąka bez kwiatów» на фестивалі FAMA (Артистичний фестиваль академічної молоді; пол. Festiwal Artystyczny Młodzieży Akademickiej) у Свіноуйсьцю.
- 1970 — Пісня року 1970 — «Co ja w tobie widziałam» (виконана з ансамблем «Waganci»).
- 1973 — найпопулярніша пісня літа — «Najtrudniejszy pierwszy krok».
- 1974 — приз глядацьких симпатій за пісню «Tyle słońca w całym mieście» на XII Національному фестивалі польської пісні в Ополе[5]
- 1974 — нагорода студії грамзапису «Polskie Nagrania» за пісню «Nie żałujcie serca, dziewczyny» і титул Міс об'єктиву на Фестивалі солдатської пісні у Колобжегу.
- 1974 — нагорода за інтерпретацію югославської пісні «Czas jest złotem» на фестивалі в Любляні.
- 1974 — III приз на «Cisko 74» в Каслбарі (Ірландія) за пісню «Tak wiele jest radości».
- 1974 — III приз (разом з Маріанною Врублевською й Тадеушом Возняком) на Coupe d'Europe у Філлаху (Австрія).
- 1974 — хіт літа і пісня року — «Tyle słońca w całym mieście».
- 1975 — II приз за інтерпретацію пісні «Staruszek świat», а також приз глядацьких симпатій і приз від читачів «Голосу узбережжя» (пол. Głosu Wybrzeża) за пісню «Tyle słońca w całym mieście» на Міжнародному фестивалі пісні у Сопоті[pl][6].
- 1975 — II місце за пісню «Niech ziemia tonie w kwiatach» на Фестивалі хітів у Дрездені (НДР).
- 1975 — найпопулярніша пісня літа — «Mój, tylko mój».
- 1975 — Анна визнана Співачкою року (за опитуванням оглядачів естради), а також посідає третє місце у списку найпопулярніших польських виконавців (за опитуванням тижневика «Панорама»).
- 1975 — Пісня року — «Tyle słońca w całym mieście».
- 1976 — Золотий диск за альбом «Tyle słońca w całym mieście» на Міжнародному фестивалі пісні у Сопоті.
- 1976 — За результатами опитування «Панорами» Анна посідає друге місце серед найпопулярніших польських виконавців, а також пісня «Za każdy uśmiech» отримує друге місце у категорії «Пісня року».
- 1977 — Золотий диск за альбом «Za każdy uśmiech» у телепередачі «Studio 2».
- 1979 — II місце за інтерпретацію пісні «Tylko mnie poproś do tańca» на Фестивалі хітів у Тампере (Фінляндія).
- 1979 — за результатами опитування глядачів передачі «Studio Gama» (TVP1) пісня «Nic nie może wiecznie trwać» стає піснею року.
- 1979 — Співачка року.

## Дискографія

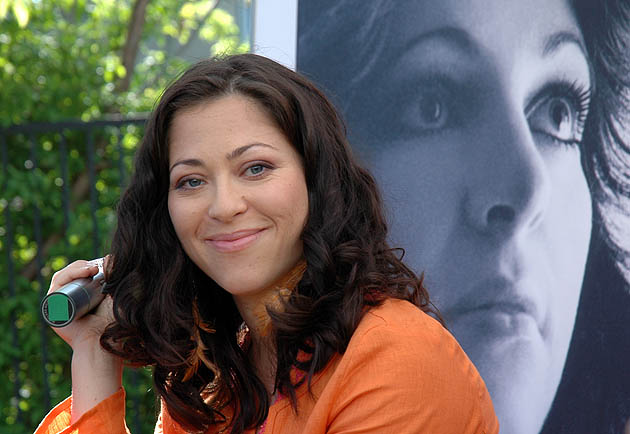
Наталія Кукульска на фоні світлини мами

### Студійні альбоми
- 1974 — Tyle słońca w całym mieście (Polskie Nagrania Muza)
- 1976 — Za każdy uśmiech (Polskie Nagrania Muza)
- 1977 — Zawsze gdzieś czeka ktoś (Polskie Nagrania Muza)
- 1980 — Anna Jantar (Pronit-Tonpress)

### Міні-альбоми
- 1971 — Waganci

1. Co ja w tobie widziałam
2. Dziś w twoich oczach
3. Co mogę jeszcze mieć
4. Razem z tobą
- 1972 — Anna Jantar

1. Na skrzydłach dni
2. Kiedy dziś patrzę na topole
3. Ileś wart ja nie wiem
4. Zobaczyliśmy się nagle

### Збірники
- 1974 — Opole '74 — Premiery (Polskie Nagrania Muza)
- 1980 — The Best of Anna Jantar (Polskie Nagrania Muza)
- 1986 — Anna i Natalia (Anna Jantar, Natalia Kukulska)
- 1990 — Piosenki Anny Jantar (Анна Янтар и другие артисты)
- 1990 — The Best of Anna Jantar 2 (Polskie Nagrania Muza)
- 1991 — Nic nie może wiecznie trwać (Polskie Nagrania Muza)
- 1991 — Niezapomniane przeboje
- 1991 — Największe Przeboje
- 1991 — Piosenki dla dzieci (Anna Jantar, Natalia Kukulska)
- 1992 — The Collection
- 1992 — Zamiast słuchać bajek (Anna Jantar, Natalia Kukulska)
- 1992 — Złote przeboje
- 1993 — 1971-1991 Historie Nieznane
- 1993 — Wspomnienie
- 1995 — Niezapomniane przeboje cz.2, Wspomnienie
- 1995 — Niezapomniane przeboje cz.3
- 1996 — Cygańska pieśń
- 1997 — Antologia cz.1
- 1997 — Antologia cz.2
- 2000 — Gold
- 2000 — Złota kolekcja — Radość najpiękniejszych lat (EMI Music Poland)
- 2000 — Tyle słońca… live (концерт, присвячений пам'яті Анни Янтар)
- 2003 — Perły — Tyle słońca w całym mieście (Polskie Nagrania Muza)
- 2004 — Galeria przebojów (3 CD)
- 2004 — Platynowa kolekcja — Złote przeboje
- 2004 — The best — Dyskotekowy bal
- 2005 — Tyle słońca… (3 CD)
- 2005 — Po tamtej stronie (Anna Jantar, Natalia Kukulska) (Sony BMG Music Entertainment Poland)
- 2008 — Gwiazdy polskiej piosenki — Anna Jantar
- 2008 — Platynowa kolekcja — Największe polskie przeboje
- 2009 — Największe przeboje
- 2010 — Złota kolekcja (2 CD) — CD1 Radość najpiękniejszych lat, CD2 Spocząć (EMI Music Poland)
- 2010 — Wielka Dama (4 CD) — CD1 Nieśmiertelna, CD2 Słoneczna, CD3 Refleksyjna, CD4 Zaskakująca (EMI Music Poland)
- 2012 — Autobiografia (3 CD) — CD1 Przebojowa, CD2 Liryczna, CD3 Live

### Сингли
- 1971 — Wszystkie koty w nocy czarne / Marzenia o marzeniach (Waganci)
- 1974 — Nastanie dzień / Tyle słońca w całym mieście
- 1975 — Staruszek świat / Dzień bez happy endu
- 1975 — Będzie dość / Za każdy uśmiech
- 1975 — Mój tylko mój / Dzień nadziei
- 1977 — Dyskotekowy bal / Zgubiłam klucz do nieba
- 1977 — Dyskotekowy bal / Kto umie tęsknić
- 1978 — Baju-baj proszę pana (Jambalaya) / Radość najpiękniejszych lat
- 1978 — Po tamtej stronie marzeń / Mój świat zawsze ten sam
- 1978 — Mój tylko mój / Mój świat zawsze ten sam
- 1978 — Kto powie nam / Dżinsowe maniery
- 1978 — Tylko mnie poproś do tańca / Let me stay / Nie wierz mi nie ufaj mi / Zawsze gdzieś czeka ktoś
- 1979 — Gdzie są dzisiaj tamci ludzie / Nie ma piwa w niebie
- 1979 — Hopelessly Devoted to You / You're the One that I Want (со Станиславом Сойкой)
- 1985 — Wielka dama tańczy sama / Moje jedyne marzenie
- 2005 — Układ z życiem / Nic nie może wiecznie trwać

### Звукові поштові листівки
- 1971 — Marzenia o marzeniach / Frywolna babcia (Waganci)
- 1972 — Ileś wart ja nie wiem
- 1972 — Ja się w tobie nie zakocham
- 1972 — Zobaczyliśmy się nagle
- 1973 — Najtrudniejszy pierwszy krok
- 1974 — Twoje oczy obiecują siódme niebo
- 1974 — Kto wymyślił naszą miłość
- 1974 — Tak wiele jest radości
- 1974 — Otwórzmy nieba ciemne drzwi
- 1974 — Tyle słońca w całym mieście
- 1974 — Jaki jesteś jeszcze nie wiem
- 1974 — Żeby szczęśliwym być / Chcę kochać
- 1975 — Najtrudniejszy pierwszy krok / Biały wiersz od ciebie
- 1975 — Gdzie nie spojrzę — ty / Jaki jesteś jeszcze nie wiem
- 1975 — Hasta manana (польська версія пісні гурту ABBA) / Poszukaj swojej gwiazdy
- 1975 — Za każdy uśmiech / Staruszek świat
- 1975 — Rosyjskie pierniki
- 1977 — Tak blisko nas
- 1977 — Zawsze gdzieś czeka ktoś
- 1977 — Godzina drogi / Gdy on natchnieniem jest
- 1978 — Zwycięży Polska / Chłopcy gola (Аргентина '78)
- 1978 — Nie wierz mi nie ufaj mi / Zgubiłam klucz do nieba
- 1978 — Baju baj proszę pana (Jambalaya) / Po tamtej stronie marzeń
- 1978 — Jambalaya
- 1978 — Na ciebie czekam lwie / Po tamtej stronie marzeń
- 1978 — Po tamtej stronie marzeń
- 1979 — Śpij maleńka spokojnie
- 1979 — Słoń to wielka frajda
- 1979 — Słońce za mną chodzi
- 1979 — Nic nie może wiecznie trwać

## Вшанування пам'яті
- Після трагічної загибелі Анни, гурт «Budka Suflera» присвятив їй пісню «Słońca jakby mniej».
- На честь Анни Янтар польська співачка Галина Францков'як виконала пісню «Anna już tu nie mieszka» (автор слів — Януш Кондратович, композитор — Ярослав Кукульский).
- Анні присвячені пісні з репертуару Кшиштофа Кравчика: «To co dał nam świat» і «Lot nr. 205».
- Пісня «Ocean wspomnień» гурту «Papa Dance» була також створена на пам'ять про Анну Янтар.
- Наталія Кукульська виконала дві пісні, присвячені своїй матері — «Dłoń» і «Po tamtej stronie».
- У травні 1983 Агатою Матерович і Збігнєвом Ростковським було засновано музичний клуб Анни Янтар «Bursztyn» у Варшаві. Клуб, що налічував 1600 членів з усієї Польщі, організовував зустрічі, виставки, а також авторські вечори, присвячені співачці.
- З 1984 року дебютантам на Національному фестивалі польської пісні в Ополе вручається нагорода імені Анни Янтар.
- У 1990 вийшов перший альбом, де різні артисти виконують пісні на честь Анни. У запису альбому взяли участь: Елені, Богуслав Мец, Єва Дембіцька, Моніка Борис, Мітек Щесьняк, Йоланта Яшковська, Йоанна Загданьська, Веслава Сус, Магда Дурецька.
- У 1994 вийшла книжка Маріолі Призван «Wspomnienie o Annie Jantar — Słońca jakby mniej…»; у 2000 році побачило світ третє, розширене видання книжки.
- У 2000 році, через 20 років після трагічної смерті Анни Янтар, відбувся концерт, присвячений пам'яті співачки. Запис концерту вийшов альбомом «Tyle słońca…». Наталія Кукульська запросила для виконання пісень таких артистів як: Мариля Родович, Анна Марія Йопек, Юстина Стечковська, Кася Ковальська, Мітек Щесьняк, Анджей Пясечни, Кася Носовська.
- У 2004—2006 у Вжесьні проводився фестиваль, присвячений пам'яті співачки — Фестиваль пісні ім. Анни Янтар.
- Також у Вжесьні є амфітеатр ім. Анни Янтар, відкритий у 2005 році до 25 річниці з дня загибелі співачки[7].
- У 2007 у телепередачі «Jak oni śpiewają», співачка Агнєшка Влодарчик виконала пісню «Tyle słońca w całym mieście», запис якої згодом було видано на максі-синглі.
- 27-28 жовтня 2007 у Бидгощі утретє пройшов фестиваль «Pejzaż bez Ciebie», того разу присвячений Анні Янтар. У перший день виступали молоді виконавці, було організовано конкурс виконання пісень з репертуару Анни Янтар. Другого дня пісні Анни зазвучали в аранжуванні Кшиштофа Гердзина, їх виконували відомі польські виконавці: Наталія Кукульська, Kayah, Кася Ковальска, Ольга Боньчик, Аня Домбровська, Татьяна Окупнік, Галина Францков'як, Ірена Яроцька, Александра Беньковська, Малгожата Островська, Кшиштоф Кільяньський, Лукаш Загребельний, «Karimski Club».
- Восени 2008 року вийшла книжка спогадів про Анну автора Анджея Вітко.
- У квітні 2009 одна з вулиць міста Ополе (мікрорайон Festiwal Park), була названа іменем Анни Янтар.
- Восени 2010 року один з тематичних епізодів дванадцятого випуску програми «Taniec z gwiazdami» (на телеканалі TVN) було присвячено хітам Анни. Усі пари, що брали участь у програмі, танцювали під пісні співачки. А спеціальним гостем програми була Наталія Кукульська, яка виконала пісню «Radość najpiękniejszych lat».
- 1 червня 2010 на Алеї зірок польської пісні в Ополе відкрито зірку Анни Янтар.[8]
- 3 червня 2012 в рамках Національного фестивалю польської пісні в Ополе, відбувся концерт, присвячений пам'яті Анни Янтар і Ярослава Кукульського «Życia mała garść».
- 14 березня 2014 вийшла друком книга Маріолі Призван «Bursztynowa Dziewczyna. Anna Jantar we wspomnieniach», що є розширеним виданням книжки «Słońca jakby mniej… Wspomnienia o Annie Jantar» (2000).
- 4 червня 2015 на честь 65-річчя з дня народження співачки було видано біографічну книжку «Tyle słońca. Anna Jantar. Biografia» Мартіна Вілька. При її написанні автор консультувався з Наталією Кукульською[9].